# Tatiana Graullera
Tatiana Graullera (Ciudad de México, México) es una directora y productora de documentales mexicana. Produce obras basadas en autores que tratan de retratar la vida de personas invisibilizadas o estigmatizadas, en situaciones originales y artísticas. En especial le ha interesado temas que sean críticas de la discriminación, la invisibilidad y el androcentrismo de la filmografía dominante, proyectos para ampliar la capacidad de expresión del cine en México y Latinoamérica como parte del cine independiente.
"[...] el cine es un espacio donde la mujer deja de ser transparente, donde se puede contar lo que no se cuenta y nombrar lo que antes no se nombraba porque nadie sabía como nombrarlo" (Entrevista, 2019)
Los documentales y películas que ha dirigido o producido han sido seleccionados en festivales internacionales y nacionales, entre las que destaca la película "La camarista" que recibió 7 premios y reconocimientos. En México, el cortometraje de "Una Corriente Salvaje" y el largometraje "La Camarista" fueron premiadas como mejor documental y mejor largometraje en el Festival Internacional de Cine de Morelia en 2018.

## Biografía
Estudió la licenciatura de Comunicación Audiovisual en la Universidad del Claustro de Sor Juana en la Ciudad de México, donde radica desde entonces. Participó en el taller de cine documental impartido por James Benning, enmarcado en el Festival Internacional de Cine Contemporáneo de la Ciudad de México (FICCO). Fue becada por Ibermedia en 2009.
Considera que el diálogo entre arte y política es complejo, sobre todo porque para producir una película se requiere acceder a servicios y productos que se compran/pagan en el mercado, y en ese marco lo que resulta relevante es que las y los directores(as) y productores(as) al preguntarse por qué hacen una película, cómo la hacen, en qué gastan y cómo consiguen ese dinero supone ya una politización del proceso creativo, cada decisión implica una postura frente al proceso creativo y para mi esos es politizar el cine y ahí está el cruce entre la creación y el dinero, para salirse de la explotación comercial. Comparte que el movimiento MeToo (movimiento de mujeres jóvenes en muchos países, incluido México que denuncia las experiencias de acoso  y violencia sexual en espacios de trabajo), permitió visibilizar y nombrar cosas del acoso, la violencia y los abusos que suelen suceder en el quehacer cinematográfico, y que antes si bien se generaba un malestar no se sabía cómo nombrarse, pues estaba "normalizado".

### Trayectoria cinematográfica como directora
Como directora hizo el cortometraje Montañistas (2017),  el cual fue producido por IMCINE y estrenado en el Festival de Cine, 30 Recontres de Toulouse, Francia. Aborda la experiencia de tres montañistas a lo largo de su recorrido, sus retos y avatares, teniendo de testigo a la montaña.

### Trayectoria cinematográfica como productora
Como productora se caracteriza por conectarse con sus directoras y creer totalmente en sus propuestas, acompañarlas en la realización y ser una interlocutora creativa
“Para empezar, les creo, mi primer acercamiento es creerles. Eso me da a mí una posibilidad muy amplia de trabajar en relación a lo que los directores ópera prima necesitan: van a descubrir en ese momento qué es estar en un rodaje [...] Me contó la historia (Lilia Avilés en La Camarista) y nos pusimos a hablar de cómo se imaginaba crear las secuencias, el guión, el tipo de cine que le gusta a ella y el que me gusta a mí. Encontramos una comunión que funcionó mucho"  (Entrevista,, 2019)
Le interesa participar y fomentar el cine hecho por mujeres, en un campo donde no necesariamente esto es una práctica generalizada
“No es que ya estemos completamente en igualdad, nos hacen falta muchas más fotógrafas, productoras, directoras, guionistas, de todos los niveles de departamentos que se necesitan aunque ya existe un gremio que tiene mujeres muy fuertes que están poniendo el foco en esta falta de participación”(Tatiana Graullera, 2019)
Ha sido productora de los siguientes trabajos: Un mundo secreto (2014) dirigido por Gabriel Mariño; Guerrero (2015) de Ludovic Bonleux, Camaleón (2016), de Miguel Calderón, Una corriente salvaje (2017), documental dirigido por Nuria Ibáñez y La camarista (2'017), ópera prima de Lila Avilés.
¿A qué público te interesa llegar? Junto con los directores, los coproductores y colegas con los que estamos trabajando, apostamos por la mayor cantidad de público, pero un púbico que le interese estar activamente viendo películas, que tenga una cierta educación no especializada, pero sí una curiosidad de ir y ver películas. Es un ciclo complejo en donde la exhibición, la distribución tiene que ver con cómo forjas una audiencia, para que productores como nosotros hagamos películas que sí tengan una cabida; como los cineclubes y los esfuerzos de exhibición independientes, que son muy importantes porque valoran la películas desde otro tipo de canon y donde la película se enriquece. Más que las pantallas de exhibición busco un cine de autor, de visión, que se pueda ser valorada en festivales, tenga un acercamiento con el público, con las críticas, con las formas de entender el cine, y que esfuerzos como Oaxaca Cine permiten valorar estas otras maneras de ver el cine (Entrevista,, 2019).
En 2020 participa en la producción de dos documentales: En una esquina de México (título tentativo), ópera prima de Leonor Maldonado, sobre un grupo de danza en Matamoros y las historias de vida que cruzan esa historia; se desarrolla en Matamoros. El otro es Sex Panchitos Punk, largometraje documental de Gustavo Gamou. acerca de la banda de Los Panchitos, que es la tercera película Gustavo Gamou, que los ha venido siguiéndolos en sus vidas cotidianas desde hace años.

## Filmografía y premios/reconocimientos
| Año  | Rol        | Filme                 | Reconocimiento |
| ---- | ---------- | --------------------- | --- |
| 2017 | Directora  | Montañistas           | Seleccionado para Festival de Cine, 30 'Recontres de Toulouse, Francia |
| 2017 | Productora | La Camarista          | Elegida para representar a México como su propuesta para ser considerada en la Categoría Mejor Largometraje Internacional Oscar 2020, y también para los premios Goya 2020.Mejor película del año por Rotten Tomatoes; Premio Ariel a la Mejor Ópera Prima; Primera mención especial del jurado de la crítica internacional a la mejor película y premio del jurado a la mejor ópera prima en el Festival de Cine de Lima; Coral Especial del Jurado en el Festival Internacional de Nuevo Cine Latinoamericano de La Habana, Cuba; Mejor Cinta por el jurado de los festivales internacionales de cine de Ámsterdam, Marrakech y Morelia; Mejor Ópera Prima en los festivales de Portland y San Sebastián. |
| 2017 | Productora | Una corriente salvaje | Ganó el fondo suizo de postproducción Visions Sud Est |
| 2016 | Productora | Camaleón              | Sin información |
| 2015 | Productora | Un mundo secreto      | Se estrenó en el Festival Internacional de Cine de Berlín 62 |